# Cobalttsumcorit
Cobalttsumcorit ist ein sehr selten vorkommendes Mineral aus der Mineralklasse der „Phosphate, Arsenate und Vanadate“. Er kristallisiert im monoklinen Kristallsystem mit der chemischen Zusammensetzung Pb(Co,Fe)2(AsO4)2(H2O,OH)2 und ist damit chemisch gesehen ein wasserhaltiges Blei-Cobalt-Eisen-Arsenat mit einem variablen Anteil an zusätzlichen Hydroxidionen.
Cobalttsumcorit entwickelt an seiner Typlokalität auf Quarz sitzende rosettenförmige Aggregate von maximal 2 mm Durchmesser, die aus tafeligen Kristallen von bis zu 0,3 mm Größe bestehen. Die Typlokalität des Minerals sind Bergbauhalden im 4,8 km südwestlich des Stadtzentrums von Schneeberg im sächsischen Erzgebirgskreis liegenden Bergbaubezirk „Am Roten Berg“, wo in früheren Zeiten Hämatiterze abgebaut worden sind.

## Etymologie und Geschichte

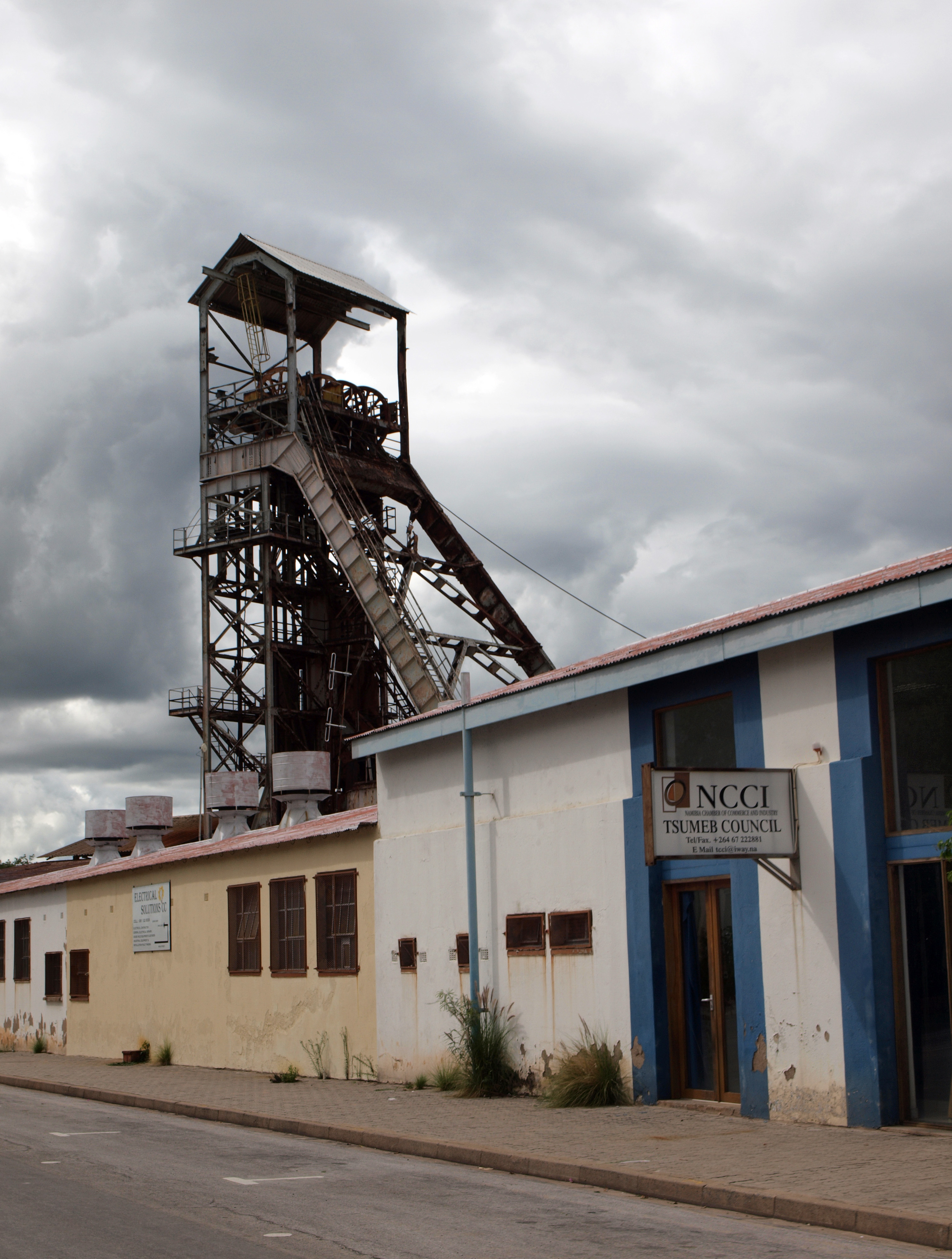
Cobalttsumcorit wurde wie Tsumcorit nach der Tsumeb Corporation in Tsumeb, Namibia, benannt, deren Wahrzeichen der „De-Wet-Schacht“ ist

Bereits 1996 wurden auf und in Bergbauhalden im ehemaligen Lagerstättenrevier „Am Roten Berg“ in Schneeberg linsenförmige, rotbraune Kristalle gefunden, die zu rosettenförmigen Aggregaten zusammentreten. Ursprünglich für Hämatit gehalten, veranlasste die braune Strichfarbe eine Untersuchung, bei der sich das Material als neuer, cobaltdominanter Vertreter der Tsumcoritgruppe mit Fe:Co:Ni = 1:2:1 herausstellte. Ein nahezu identisches Mineral war schon 1993 von der benachbarten Grube Rappold in Schneeberg-Neustädtel identifiziert worden.
Nach den erforderlichen umfangreichen Untersuchungen wurde die neue Phase der International Mineralogical Association (IMA) vorgelegt, die sie im Jahre 1999 als neues Mineral anerkannte. Im Jahre 2001 wurde das Mineral von einem internationalen Wissenschaftlerteam um den deutschen Wissenschaftler Werner Krause sowie Herta Effenberger, Heinz-Jürgen Bernhardt und Mirko Martin im deutschen Wissenschaftsmagazin „Neues Jahrbuch für Mineralogie, Monatshefte“ als Cobalttsumcorit beschrieben. Die Autoren benannten das Mineral aufgrund seiner Verwandtschaft mit Tsumcorit und der Dominanz von Cobalt auf der Me(2)-Position. Tsumcorit hatte seinen Namen von der Tsumeb Corporation Limited in Anerkennung ihrer jahrelangen, intensiven Bemühungen um die spezielle Erforschung der Mineralogie der Erzlagerstätte von Tsumeb erhalten.
Das Typmaterial für Cobalttsumcorit (Holotyp) wird unter der Katalog-Nr. 80100 (Standort d 1,1) in den Geowissenschaftlichen Sammlungen der Technischen Universität Bergakademie Freiberg in Freiberg, Deutschland, aufbewahrt.

## Klassifikation
In der veralteten 8. Auflage der Mineralsystematik nach Strunz war der Cobalttsumcorit noch nicht aufgeführt.
In der zuletzt 2018 überarbeiteten Lapis-Systematik nach Stefan Weiß, die formal auf der alten Systematik von Karl Hugo Strunz in der 8. Auflage basiert, erhielt das Mineral die System- und Mineralnummer VII/C.31-036. Dies entspricht der Klasse der „Phosphate, Arsenate und Vanadate“ und dort der Abteilung „Wasserhaltige Phosphate, ohne fremde Anionen“, wo Cobalttsumcorit zusammen mit Cabalzarit, Cobaltlotharmeyerit, Ferrilotharmeyerit, Gartrellit, Helmutwinklerit, Krettnichit, Lotharmeyerit, Lukrahnit, Manganlotharmeyerit, Mawbyit, Mounanait, Nickellotharmeyerit, Nickelschneebergit, Nickeltsumcorit, Phosphogartrellit, Rappoldit, Schneebergit, Thometzekit, Tsumcorit, Yancowinnait und Zinkgartrellit die „Tsumcorit-Gartrellit-Gruppe“ mit der Systemnummer VII/C.31 bildet.
Die von der International Mineralogical Association (IMA) zuletzt 2009 aktualisierte 9. Auflage der Strunz’schen Mineralsystematik ordnet den Cobalttsumcorit in die Klasse der „Phosphate, Arsenate und Vanadate“ und dort in die Abteilung „Phosphate usw. ohne zusätzliche Anionen; mit H2O“ ein. Hier ist das Mineral in der Unterabteilung „Mit großen und mittelgroßen Kationen; RO4 : H2O = 1 : 1“ zu finden, wo es zusammen mit Cabalzarit, Cobaltlotharmeyerit, Ferrilotharmeyerit, Krettnichit, Lotharmeyerit, Manganlotharmeyerit, Mawbyit, Mounanait, Nickellotharmeyerit, Nickelschneebergit, Schneebergit, Thometzekit und Tsumcorit die „Tsumcoritgruppe“ mit der Systemnummer 8.CG.15 bildet.
Die Tsumcoritgruppe enthält Minerale der allgemeinen Formel Me(1)Me(2)2(XO4)2(OH,H2O)2, in der Me(1), Me(2) und X unterschiedliche Positionen in der Struktur mit Me(1) = Pb2+, Ca2+, Na+, K+ und Bi3+; Me(2) = Fe3+, Mn3+, Cu2+, Zn2+, Co2+, Ni2+, Mg2+ und Al3+ und X = As5+, P5+, V5+ und S6+ repräsentieren. Cobaltlotharmeyerit bildet zusammen mit Lotharmeyerit (Me(2) = Zn), Cabalzarit (Mg), Ferrilotharmeyerit (Fe3+), Manganlotharmeyerit (Mn) und Nickellotharmeyerit (Ni) die „Lotharmeyerit-Untergruppe“.
In der vorwiegend im englischen Sprachraum gebräuchlichen Systematik der Minerale nach Dana hat Cobalttsumcorit die System- und Mineralnummer 40.02.09.08. Das entspricht der Klasse der „Phosphate, Arsenate und Vanadate“ und dort der Abteilung „Wasserhaltige Phosphate etc.“. Hier findet er sich innerhalb der Unterabteilung „Wasserhaltige Phosphate etc., mit A2+(B2+)2(XO4) × x(H2O)“ in der „Helmutwinklerit-Untergruppe“, in der auch Tsumcorit, Helmutwinklerit, Thometzekit, Mawbyit, Rappoldit, Schneebergit und Nickelschneebergit eingeordnet sind.

## Chemismus
Sieben Mikrosondenanalysen an Cobalttsumcorit ergaben Mittelwerte von 34,23 % PbO; 9,10 % CoO; 5,20 % NiO; 0,52 % ZnO; 8,42 % Fe2O3; 0,29 % Al2O3; 36,49 % As2O5; 0,06 % P2O5; 0,09 % SO3 und 4,65 % H2O (berechnet) sowie kleinere Mengen (< 0,05 Gew.-%) CaO, CuO, Bi2O3 und V2O5. Auf der Basis von zehn Sauerstoffatomen errechnete sich aus ihnen die empirische Formel Pb0,97(Co0,77Fe3+0,67Ni0,44Zn0,04Al0,04)Σ=1,96(AsO4)2,01[(H2O)1,32(OH)0,64]Σ=1,96, welche zu Pb(Co,Fe3+)2(AsO4)2[(H2O,OH)]2 idealisiert wurde.
In den Kristallen ist eine Mischkristallbildung auf der Me(2)-Position unter Einbeziehung von Co, Fe3+ und Ni sowie eine Substitution von Ca für Pb auf der Me(1)-Position weit verbreitet. Für Schneeberg typisch ist das gemeinsame Vorkommen von Cobalt und Nickel in den entsprechenden Mischkristallen – reine Cobalt- oder Nickelglieder sind dagegen unbekannt. Ferner ist durch die gekoppelten Substitution [Me(1)2+Me(2)3+]  ↔ [Me(1)3+Me(2)2+] ein (OH):H2O)-Verhältnis von nahezu 1:1 möglich. Die Ladungsbilanz erfordert im Cobalttsumcorit ungefähr 3,3 Wasserstoffatome pro Formeleinheit, damit sind formal pro Formeleinheit (OH)0,7 und (H2O)1,3 nötig.
Cobalttsumcorit stellt das Co-dominante Analogon zum Zn-dominierten Tsumcorit, zum Ni-dominierten Nickeltsumcorit und zum Fe3+-dominierten Mawbyit dar. Cobalttsumcorit bildet schließlich auch eine Mischkristallreihe mit Cobaltlotharmeyerit, dem Cobalt-dominanten Analogon des Zn-dominierten Lotharmeyerits.

## Kristallstruktur
Cobalttsumcorit kristallisiert im monoklinen Kristallsystem in der Raumgruppe C2/m (Raumgruppen-Nr. 12) mit den Gitterparametern a = 9,097 Å; b = 6,313 Å; c = 7,555 Å und β = 115,08° sowie zwei Formeleinheiten pro Elementarzelle.
Die Kristallstruktur des Cobalttsumcorits ist identisch mit der Struktur der anderen Vertreter der Tsumcoritgruppe. Die Me(2)Φ6-Oktaeder (Φ: O2−, OH−, H2O) besitzen gemeinsame Kanten und sind zu in Richtung der b-Achse [010] gestreckten Ketten angeordnet. Diese Ketten sind durch gemeinsame Ecken mit AsO4-Tetraedern miteinander verknüpft und bilden dadurch Schichten mit der Zusammensetzung Me(2)(AsO4)(OH,H2O), die parallel (001) angeordnet sind. Die Topologie dieser Schicht ist identisch mit der im Natrochalcit, NaCu2(SO4)2(H3O2). Die Pb2+-Kationen befinden sich zwischen den Schichten und sorgen für die Verbindung zwischen den Schichten in Richtung der a-Achse [100]. Die Me(1)-Position wird ausschließlich durch Pb-Atome besetzt. Die Me(2)-Position wird von Co und Fe sowie in untergeordnetem Maß auch Ni eingenommen. Sie sind durch die Sauerstoffatome O(1), O(2) und O(3) in einem leicht verzerrten Oktaeder koordiniert.
Cobalttsumcorit ist isotyp (isostrukturell) zu den monoklinen Vertretern der Tsumcoritgruppe wie Tsumcorit und Natrochalcit.

## Eigenschaften

### Morphologie
Cobalttsumcorit entwickelt auf der 1996 „Am Roten Berg“ gefundenen, 5 cm großen Typstufe rosettenförmige Aggregate bis zu 2 mm Durchmesser, die aus nach {201} tafeligen und parallel der b-Achse [010] gestreckten Kristallen bis zu 0,3 mm Größe bestehen. Neben der tragenden Form {201} wurden an den Kristallen noch das Basispinakoid {001} sowie {111} identifiziert. Beschrieben werden ferner rosettenförmige Aggregate bis zu 4 mm Durchmesser, die aus blättrigen bis linsenförmigen Kristallen bis knapp 1 mm Länge bestehen.
In Material aus der Grube „Prinz Friedrich“ bei Obersdorf im Siegerland bildet Cobalttsumcorit leistenförmige Kristalle bis zu 0,5 mm Länge, die sich zu kleinen büscheligen Gruppen oder gitterartigen Verwachsungen aggregieren.

### Physikalische und chemische Eigenschaften
Die Kristalle des Cobalttsumcorits sind braun bis rotbraun, die Strichfarbe der Cobalttsumcoritkristalle ist dagegen immer hellbraun. Die Oberflächen der durchsichtigen Kristalle weisen einen diamantartigen Glanz auf, was gut mit den Werten für die Lichtbrechung übereinstimmt. An den Kristallen des Cobalttsumcorits wurden sehr hohe Werte für die Lichtbrechung (nα = 1,920; nβ = 1,940; nγ = 1,980) und ein hoher Wert für die Doppelbrechung (δ = 0,060) identifiziert. Unter dem Mikroskop zeigt das Mineral im durchfallenden Licht einen starken Pleochroismus von X = hellbraun über Y = rotbraun nach Z = gelb.
Cobalttsumcorit besitzt eine gute Spaltbarkeit nach {001}. Aufgrund seiner Sprödigkeit bricht er aber ähnlich wie Quarz, wobei die Bruchflächen muschelig ausgebildet sind. Mit einer Mohshärte von 4,5 gehört das Mineral zu den mittelharten Mineralen, steht damit zwischen den Referenzmineralen Fluorit (Härte 4) und Apatit (Härte 5) und lässt sich wie diese mehr (Fluorit) oder weniger (Apatit) leicht mit dem Taschenmesser ritzen. Die Vickershärte VHN25 wurde mit 500 ± 50 kg/mm2 bestimmt. Die berechnete Dichte für Cobalttsumcorit beträgt 5,31 g/cm³. Das Mineral fluoresziert weder im lang- oder im kurzwelligen UV-Licht.
Cobalttsumcorit löst sich in warmer, verdünnter Salzsäure, HCl, ohne Aufbrausen. Wie alle Pb-haltigen Vertreter der Tsumcoritgruppe löst sich Cobalttsumcorit besser in verdünnter Salzsäure als entsprechenden Ca-haltigen Spezies, in diesem Falle Cobaltlotharmeyerit.

## Bildung und Fundorte
Cobalttsumcorit ist ein typisches Sekundärmineral, welches sich wie die meisten Vertreter der Tsumcoritgruppe in der Oxidationszone von arsenreichen polymetallischen Buntmetall-Lagerstätten bildet. Zersetzter Galenit lieferte das zur Mineralbildung nötige Blei, Co und Fe3+ wurden wahrscheinlich bei der Auflösung von Mineralen der Skutterudit-Nickelskutterudit-Mischkristallreihe bereitgestellt, das Arsen stammt ebenfalls aus der Zersetzung der Arsenide (Skutterudit-Nickelskutterudit). Im Material aus der Grube „Prinz Friedrich“ stammt der Cobaltgehalt des Cobalttsumcorits aus der Zersetzung des Alloklas, Co1-xFexAsS.
Die Typlokalität des Cobalttsumcorits ist das Grubenrevier „Am Roten Berg“ bei Schneeberg, westliches Erzgebirge, Sachsen, Deutschland. Parageneseminerale sind Quarz, Galenit, Co- und Ni-haltiger Mawbyit, Cobaltlotharmeyerit, Arseniosiderit und Plumbogummit. Weiterhin werden als Begleitminerale Bismutit und Preisingerit sowie Skorodit angegeben.
Als sehr seltene Mineralbildung konnte Cobalttsumcorit bisher (Stand 2018) erst von drei Fundstellen beschrieben werden. Neben der Typlokalität des Grubenreviers „Am Roten Berg“ ist dies in Schneeberg noch die „Fundgrube Rappold“ am Rande des Schneeberg-Neustädteler Cobaltfeldes sowie die Grube „Prinz Friedrich“ bei Obersdorf zwischen Wilnsdorf und Siegen im Siegerland, Nordrhein-Westfalen.
Vorkommen von Cobalttsumcorit in Österreich oder in der Schweiz sind damit nicht bekannt.

## Verwendung
Aufgrund seiner Seltenheit ist Cobalttsumcorit eine nur für den Mineralsammler interessante Mineralspezies.